# Svojšín
Svojšín (en allemand : Schweißing, précédemment : Schweissing) est une commune du district de Tachov, dans la région de Plzeň, en République tchèque. Sa population s'élevait à 446 habitants en 2022.

## Géographie
Svojšín est arrosée par la Mže et se trouve à 7 km à l'ouest de Stříbro, à 21 km à l'est-sud-sud-est de Tachov, à 34 km à l'ouest de Plzeň et à 115 km à l'ouest-sud-ouest de Prague.
La commune est limitée par Černošín au nord, par Stříbro à l'est, par Benešovice au sud, et par Ošelín à l'ouest.

## Histoire
La première mention écrite de la localité date de 1177.

## Administration
La commune se compose de quatre sections :
- Holyně ;
- Nynkov ;
- Řebří ;
- Svojšín.

## Galerie

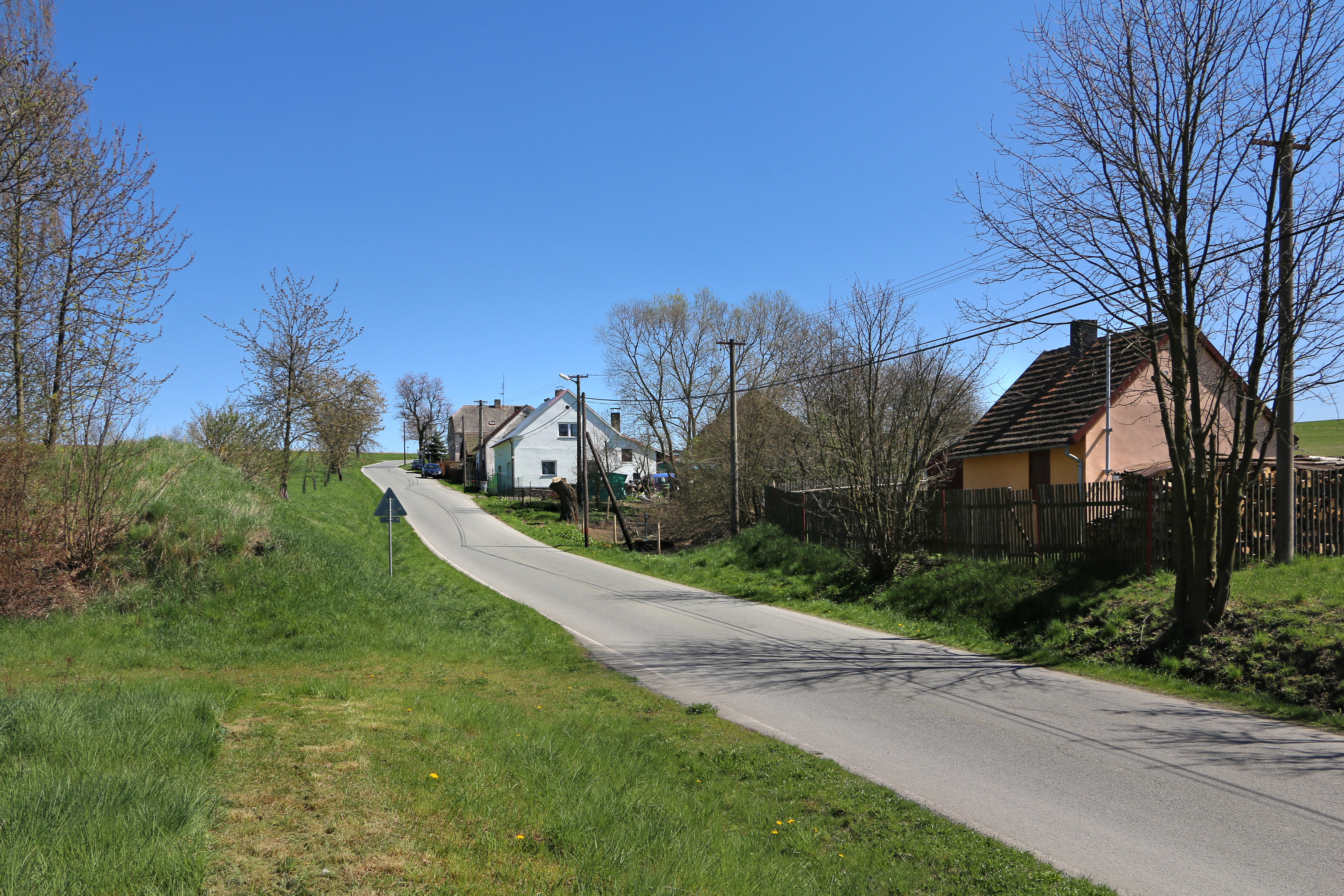
Řebří : rue principale.
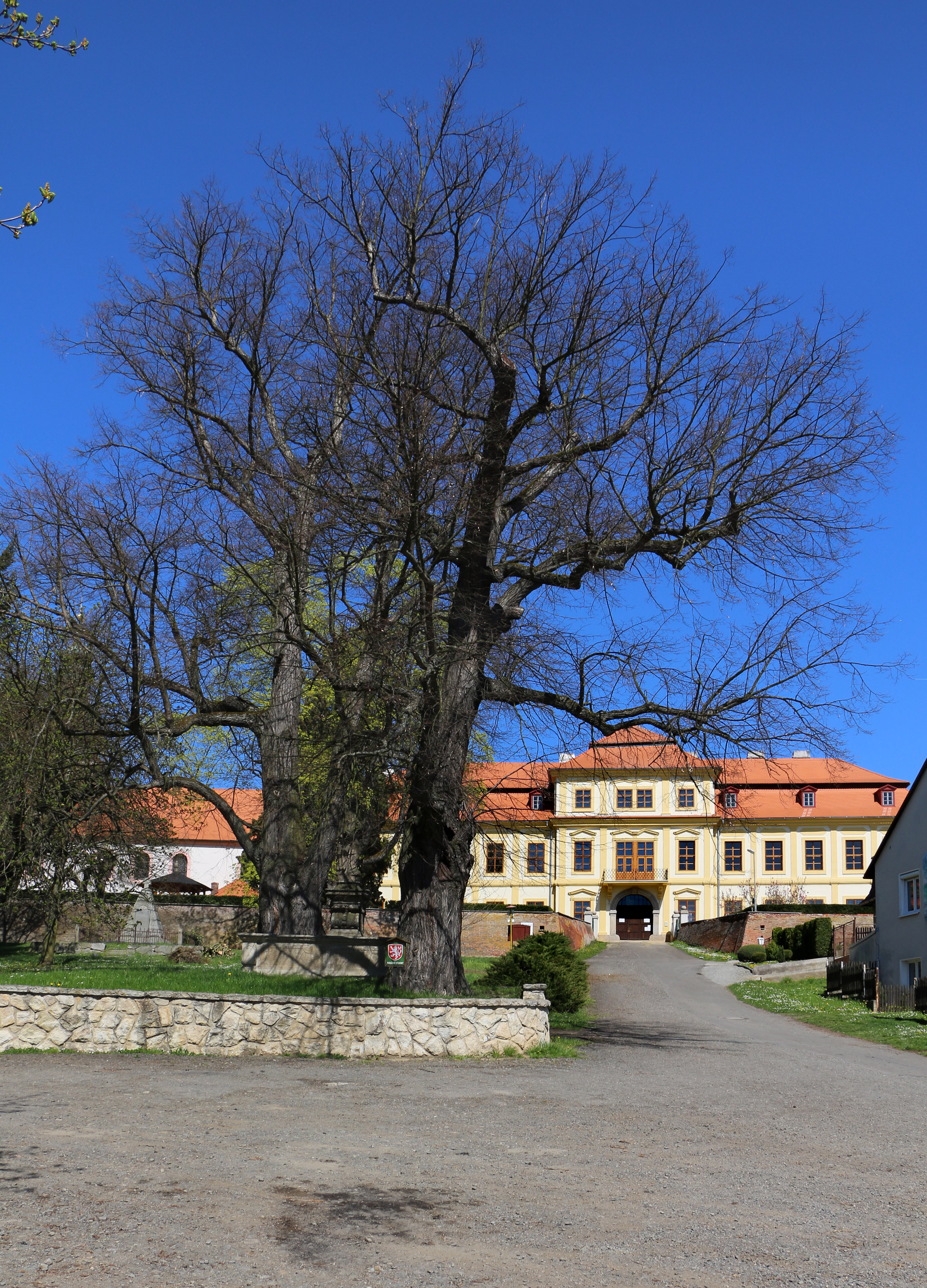
Svojšín : centre.
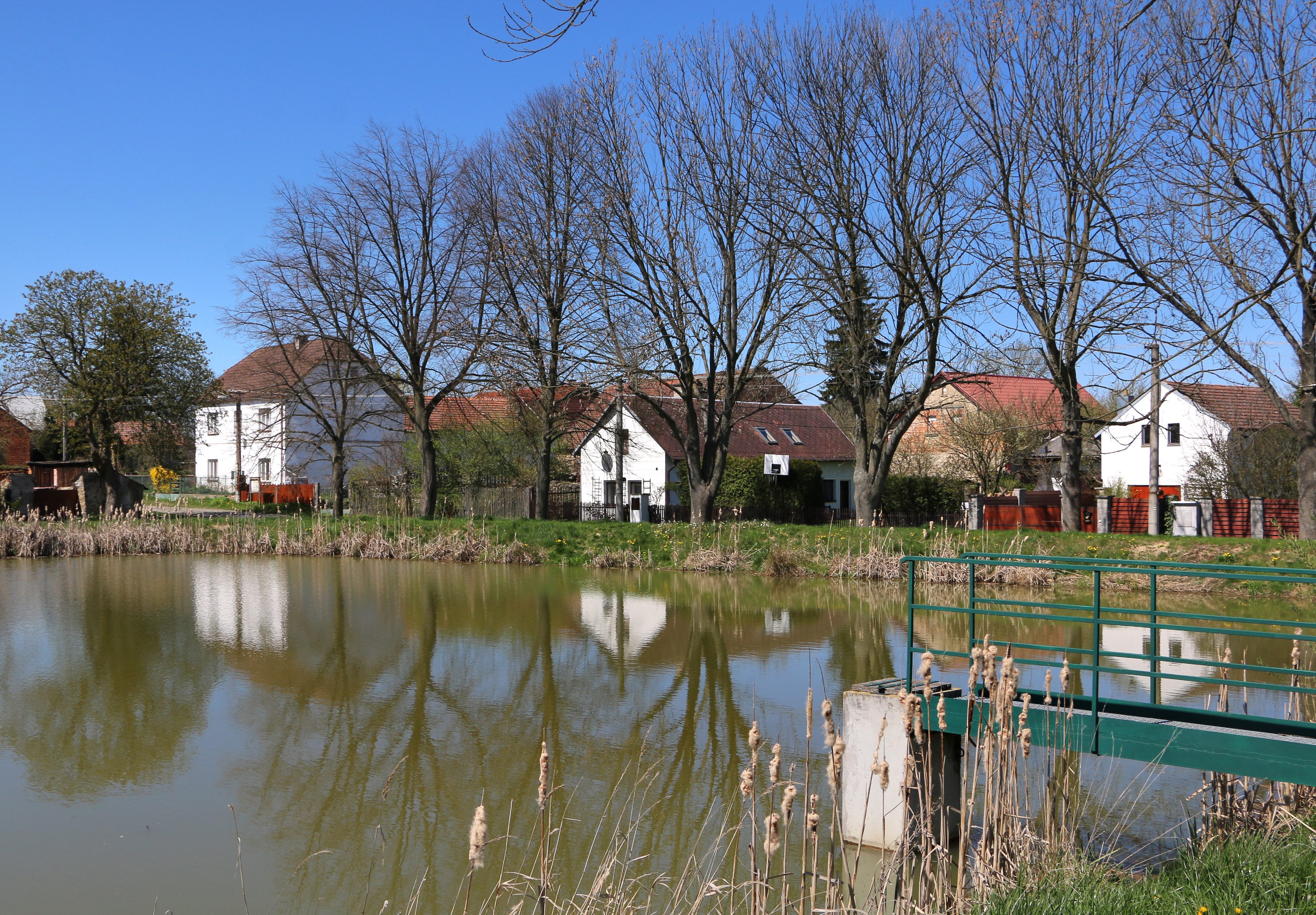
Étang à Nynkov.

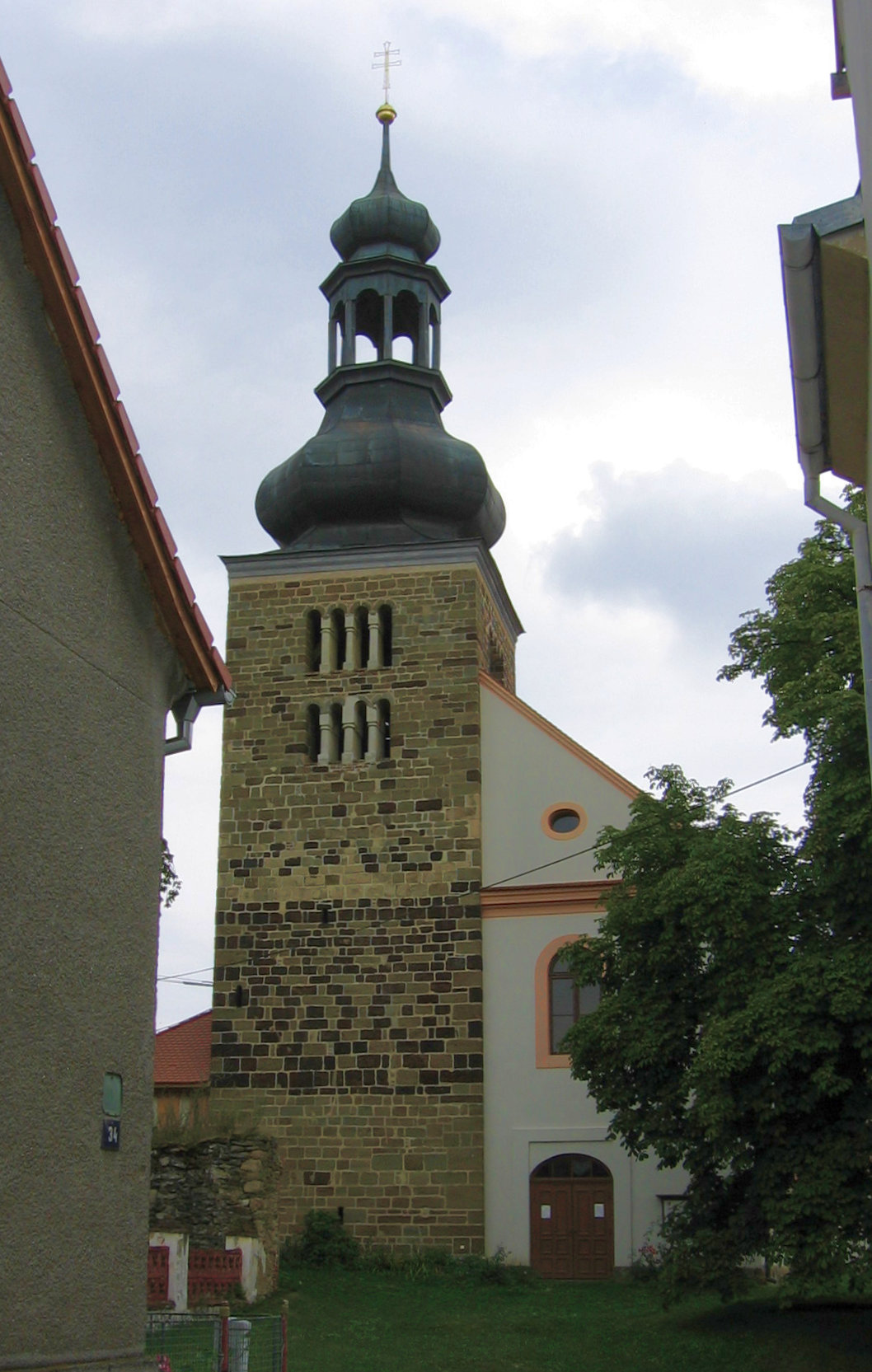
Église Saints-Pierre-et-Paul.
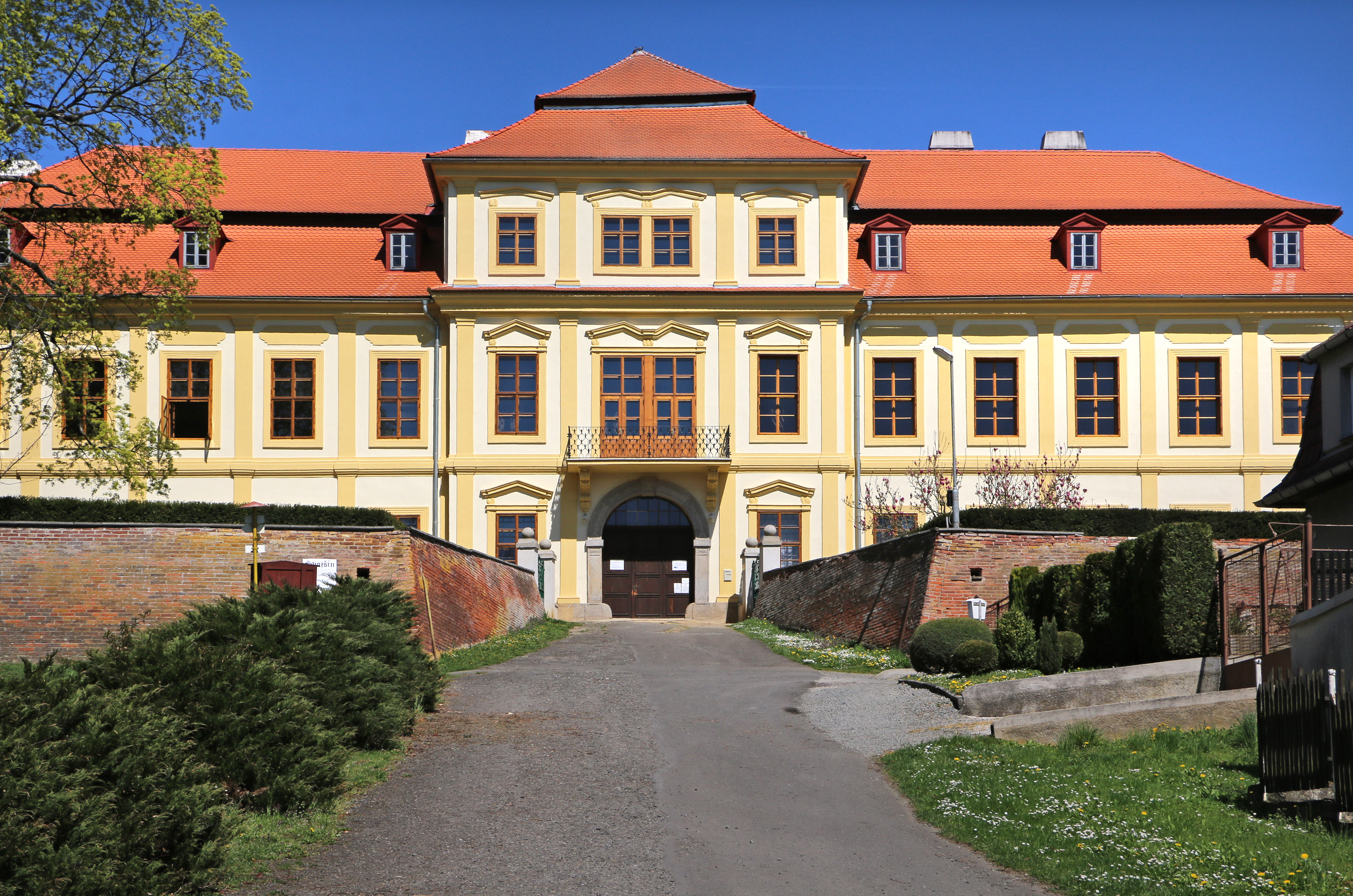
Château de Svojšín.
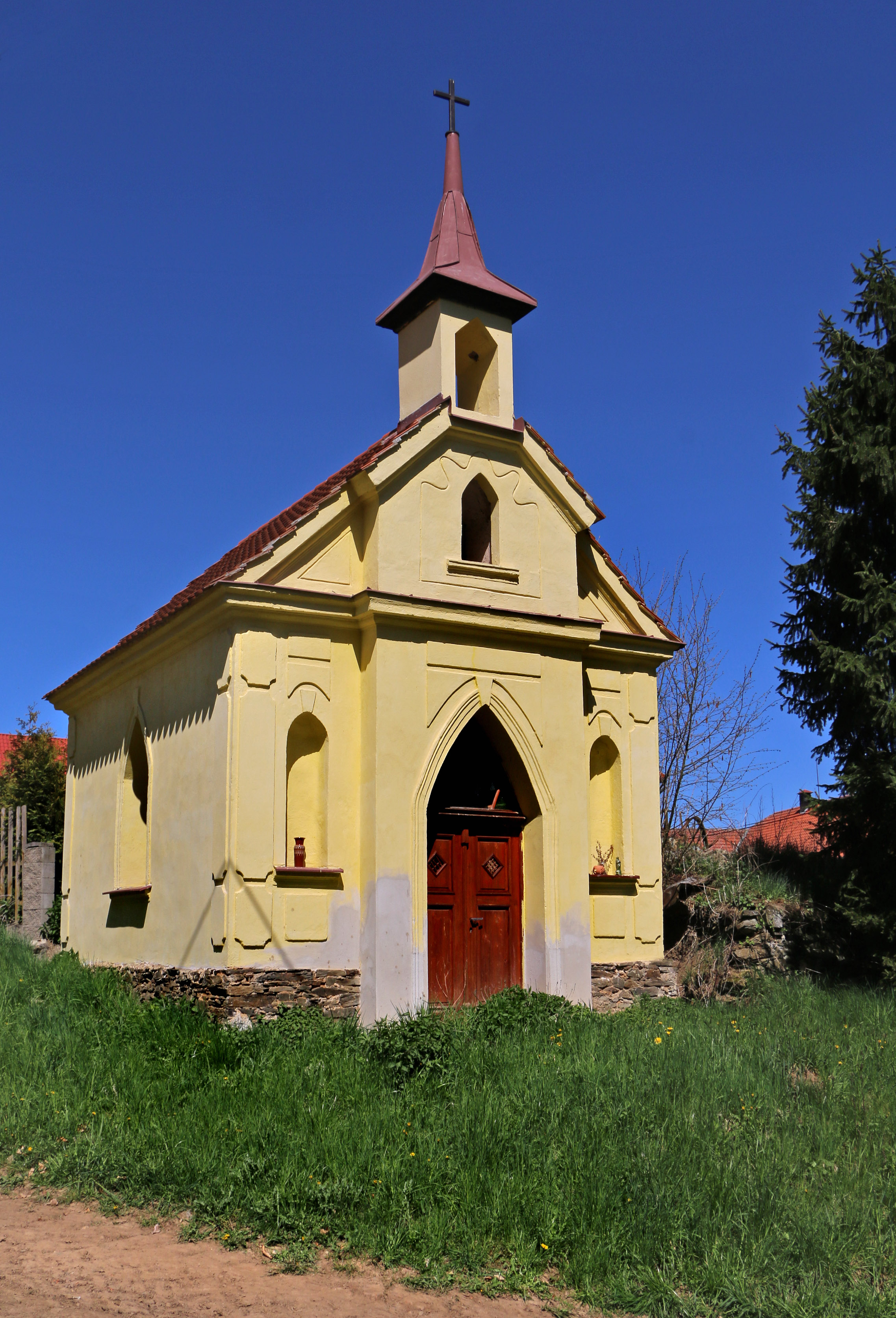
Chapelle à Holyně.

## Transports
Par la route, Svojšín se trouve à 9 km de Stříbro, à 25 km du centre de Tachov, à 41 km de Plzeň et à 143 km de Prague. 